# Cosimo Abate
Cosimo Abate (Maglie, 2 gennaio 1922 – Maglie, 22 novembre 2016) è stato un politico italiano.

## Biografia
Laureato in filosofia e pedagogia a Roma, lavora come insegnante. Esponente del Partito Socialista Italiano, dal 1956 è consigliere comunale a Maglie, incarico che manterrà fino al 1993.
Nel 1963 diventa deputato del PSI; nel novembre 1966 con il resto del partito aderisce al PSI-PSDI Unificati. Termina il proprio mandato parlamentare nel 1968.
Muore all'età di 94 anni nel novembre 2016.